# Jacob Wackernagel

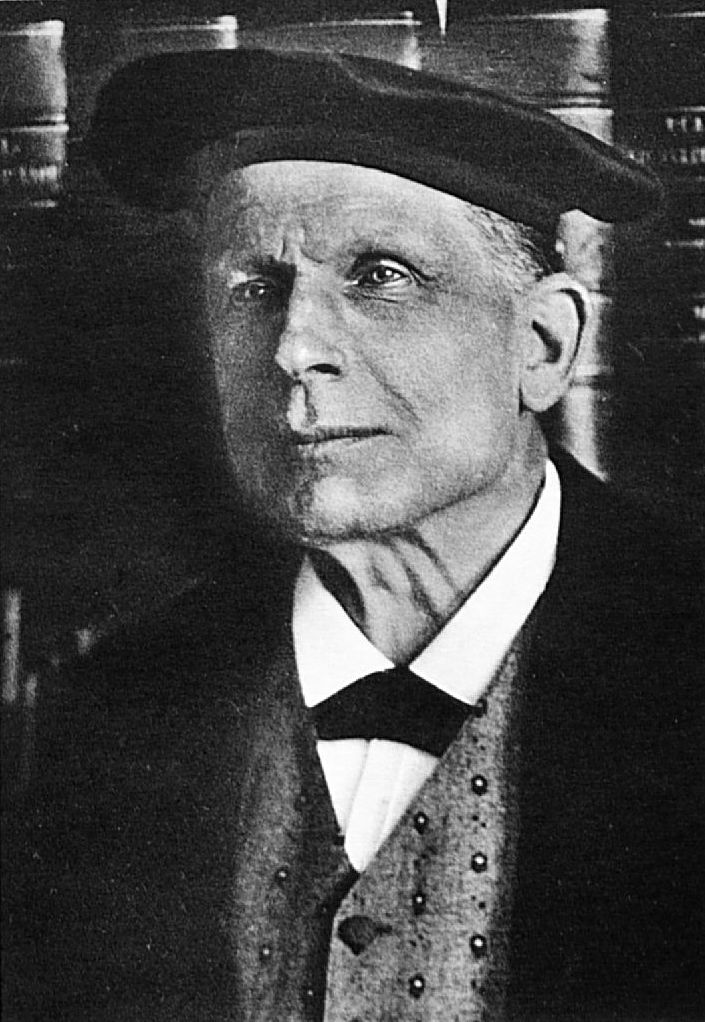
Jacob Wackernagel cuando era rector de la Universidad de Gotinga

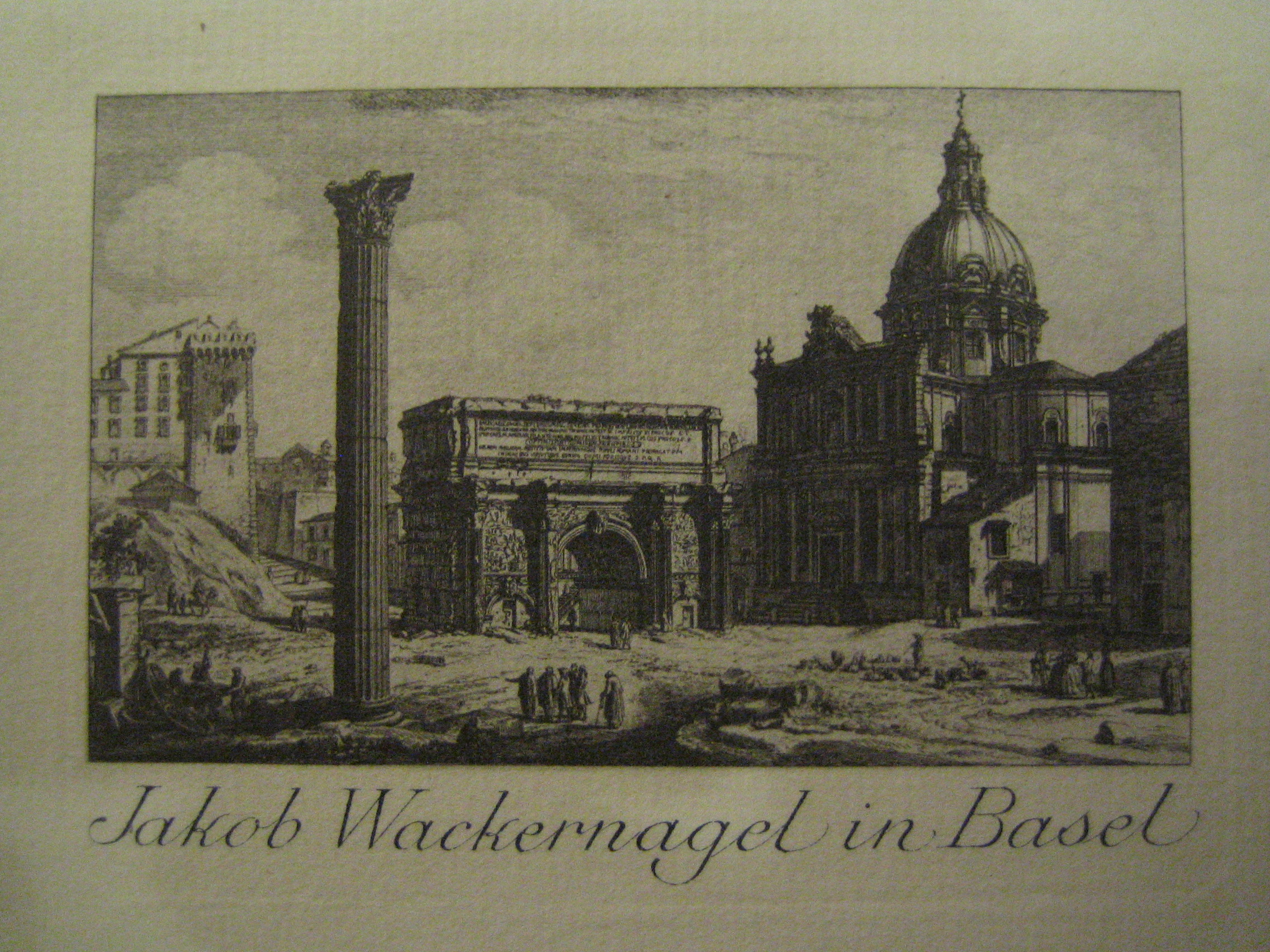
Ex Libris de Jacob Wackernagel, 1897

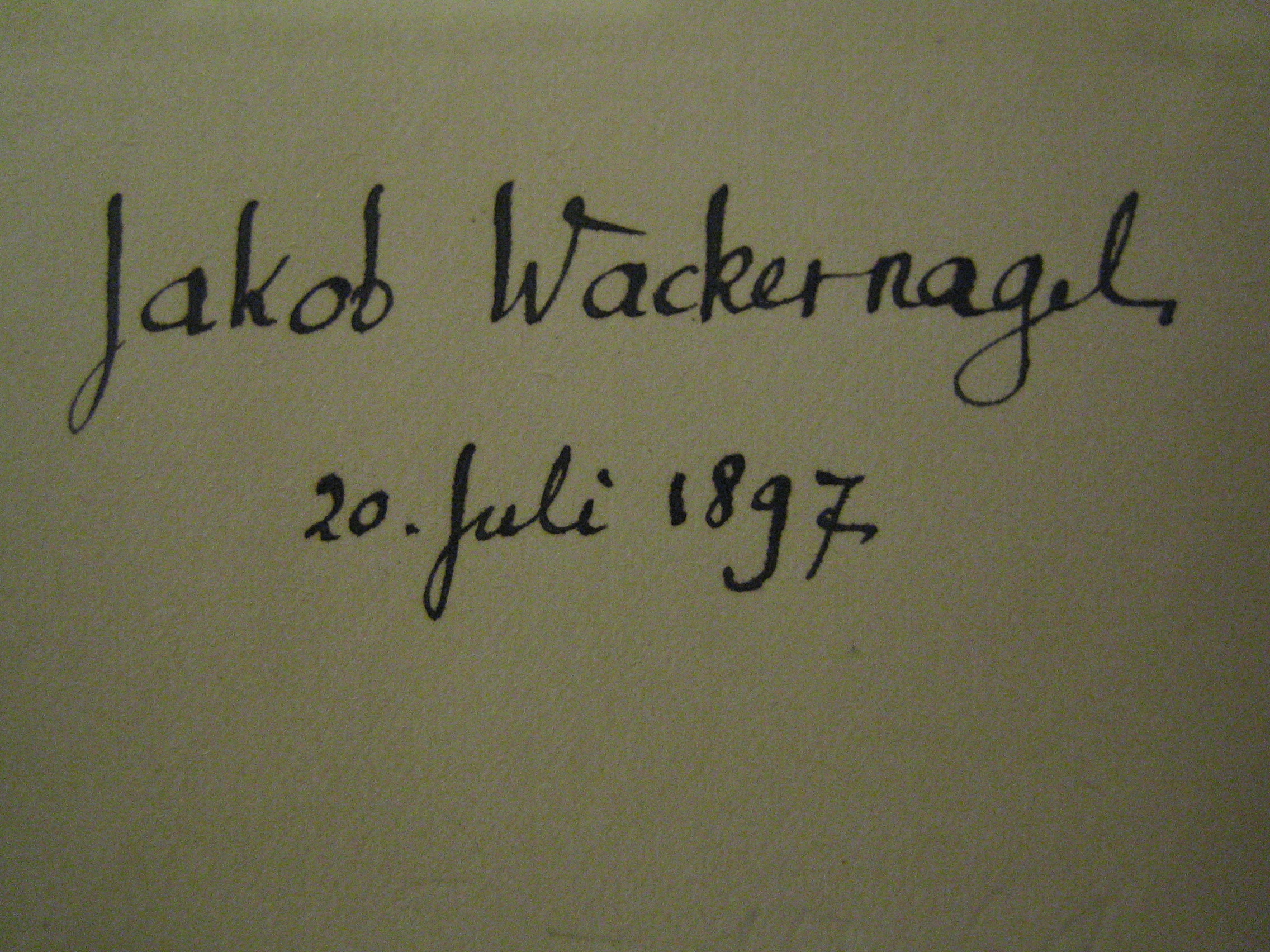
Autógrafo

Jacob Wackernagel (en alemán: [ˈvakərˌnaːɡəl]; también Jakob; 11 de diciembre de 1853 - 22 de mayo de 1938) fue un lingüista suizo, indoeuropeísta y estudioso del sánscrito. Nació en Basilea, hijo del filólogo Wilhelm Wackernagel. 

## Biografía
Wackernagel estudió filología e historia clásica y germánica en Gotinga y Leipzig, y enseñó en la Universidad de Basilea desde 1879 en adelante como profesor de griego, como sucesor de Friedrich Nietzsche. En 1902 fue llamado a la Universidad de Gotinga, pero como consecuencia de la Primera Guerra Mundial regresó a Basilea en 1915. Se retiró en 1936 y murió el 22 de mayo de 1938 en Basilea. 

## Trabajo
La obra principal de Wackernagel es Altindische Grammatik, una gramática completa del sánscrito. 
Es más conocido entre los lingüistas y filólogos modernos por formular la ley de Wackernagel, relativa a la colocación de palabras átonas (partículas oracionales enclíticas) en segunda posición sintáctica en las cláusulas indoeuropeas (Wackernagel 1892). 
Otra ley que lleva su nombre (Wackernagel 1889) es la Ley del alargamiento de Wackernagel (Dehnungsgesetz en alemán), también conocida a veces como la ley del alargamiento en la composición (Regelung der Dehnung in der Zusammensetzung): en algunas palabras compuestas en griego, el primer componente termina con una vocal y el segundo componente comienza con una vocal; cuando ninguna vocal es cerrada, la primera vocal no tiene efecto y la segunda es reemplazada por su contraparte larga. Por ejemplo, στρατο + αγος (o στρατε + αγος) > στρατᾱγός ‘general’.